# Djimla (distrito)
Djimla é um distrito localizado na província de Jijel, Argélia, e cuja capital é a cidade de mesmo nome, Djimla. A população total do distrito era de 22 297 habitantes, em 2008.

## Comunas
O distrito é composto por duas comunas:
- Djimla
- Boudriaa Ben Yadjis